# Душан Михајловић
Душан Михајловић (Ваљево, 27. септембар 1948) српски je политичар. Бивши је потпредседник Владе Републике Србије задужен за унутрашње послове (2001 — 2004).

## Биографија
Душан Михајловић је завршио Правни факултет у Београду. Обављао је дужности потпредседника и председника Извршног одбора СО Ваљево, а касније је био и председник Општине Ваљево.
Политиком почиње да се бави почетком 1990-их, када је основао странку Нова демократија. Почетком 1994. године, након парламентарних избора у Србији, НД улази у нову Владу Србије, заједно са Социјалистичком партијом Србије и Југословенском левицом, иако је на тим изборима његова странка ишла као члан опозиционе коалиције ДЕПОС. Ова сарадња трајала је до 1997. године.
Јануара 2000. године, Нова демократија улази у коалицију ДОС и на листи те коалиције учествује на савезним изборима септембра исте године. Након пада Слободана Милошевића са власти, 5. октобра 2000. године, долази до ванредних избора за Скупштину Србије у децембру исте године. На тим изборима, ДОС осваја апсолутну већину посланичких места. 25. јануара 2001. године, Душан Михајловић ступа на дужност потпредседника Владе Републике Србије задуженог за унутрашње послове (у овом периоду није постојала функција министра унутрашњих послова, па је Михајловић обављао ту дужност као потпредседник владе). На тој функцији је остао и након атентата на председника владе Зорана Ђинђића, када је формирана нова влада на челу са Зораном Живковићем.
На дужности потпредседника владе био је до 3. марта 2004. године, односно до формирања нове Владе Србије. Душан Михајловић се исте године повлачи са места председника своје странке, која је након тога променила име у Либерали Србије.

## Популарна култура
Његов лик се појављује у следећим филмовима и серијама:
- Сабља (2024)
- Породица (2021)
- Џет-сет (2007)
- Никад извини (2003)